# Julia Bazan
Julia Bazan (ur. 7 stycznia 2001) – polska koszykarka, występująca na pozycji rozgrywającej, obecnie zawodniczka PolskiejStrefyInwestycji Enei Gorzów Wielkopolski.
17 stycznia 2022 przeszła z GTK do VBW Arki Gdynia. 16 czerwca 2022 trafiła do PolskiejStrefyInwestycji Enei Gorzów Wielkopolski.

## Osiągnięcia
Stan na 18 marca 2024, na podstawie, o ile nie zaznaczono inaczej.

### Drużynowe
Seniorskie
- Brązowa medalistka:
  - mistrzostw Polski (2022[3], 2023[4], 2024[5])
  - I ligi (2018)[6]
- 4. miejsce w I lidze (2019)
- Finalistka Pucharu Polski (2022)[7]
- Uczestniczka międzynarodowych rozgrywek:
  - Euroligi (2021/2022)
  - Eurocup (od 2022)

Młodzieżowe
- Mistrzyni Polski:
  - juniorek starszych (2020)[8]
  - juniorek (2019)[9]

### Reprezentacja
- Uczestniczka:
  - FIBA U–20 Women’s European Challengers (2021)[10]
  - mistrzostw Europy U–18 (2019 – 10. miejsce)